# La Chambre d'Éden
 (août 2023).
Si vous disposez d'ouvrages ou d'articles de référence ou si vous connaissez des sites web de qualité traitant du thème abordé ici, merci de compléter l'article en donnant les références utiles à sa vérifiabilité et en les liant à la section « Notes et références ».
La Chambre d'Éden est un roman écrit par Anique Poitras en 1998. Il est divisé en deux tomes, et fait partie de la trilogie de Sara.
Les couvertures ont été illustrées par Martine Chartrand.

## Tome 1
Dans certains chapitres de ce tome, l'histoire est presque la même que dans La Chute du corbeau, bien les deux versions soient différentes. 
Dans La Chambre d'Éden l’héroïne est Sara, alors que dans La Chute du corbeau elle s’appelle Mandoline.

## Distinctions
- 2000 : Sceau d’argent au prix Christie
- 2000 : Prix Livromanie, première position au palmarès des clubs de lecture de Communications-Jeunesse